# آنتونی هاوارد (شناگر)
آنتونی هاوارد (به انگلیسی: Anthony Howard) (زادهٔ ۳۰ سپتامبر ۱۹۷۹) شناگر اهل بریتانیا است.